# Po' Boy
Po’ Boy er en sandwich-type, der ligesom muffuletta stammer fra New Orleans.
En Po’ Boy er en traditionel sandwich fra New Orleans. Den minder om den type sandwich, der andre steder, kaldes submarines eller bare sub’s. Den består af kød, fisk eller skaldyr, serveret på et flute. En Po’ Boy kan bestilles ”påklædt” (dressed), og så er der også salat, tomater og mayonnaise, ofte masser af mayonnaise.
Normalt kan man vælge mellem halve og hele Po’ Boys. En halv Po’boy er 6 tommer (ca. 15 cm) lang og en hel er en fod (ca 30 cm) lang.
Det mest almindelige pålæg er stegte rejer, østers eller malle (en almindelig amerikansk ferskvandsfisk). Almindeligt fyld er også skinke og kalkun. Roastbeef serveres varm med stegeskyen (kaldes ofte ”vraggods Po’ Boy” fordi den laves af de kødstykker, der falder af roastbeefen, når den steges).
Navnet Po’ Boy er egentlig en forvrængning af Poor Boy. Det stammer tilbage til depressionens USA. Under en fire måneder lang sporvognsstrejke i 1929 serverede restaurationsejeren Benny Martin, der var tidligere sporvognskonduktør, gratis sandwich for sine tidligere kolleger. De ansatte i restauranten kaldte de strejkende for ”poor boys”, og efterhånden kom denne betegnelse til at dække selve sandwichen. Senere under depressionen blev samme type sandwich – der i sin oprindelige version altid blev serveret med østers, der var noget af det billigste, man kunne få i New Orleans, solgt til arbejdsløse og andre med dårlig økonomi, og prisen var omkring 25 cent for en hel poor boy. Efterhånden blev navnet så forkortet til Po’ Boy.
Po’ Boys sælges mange steder i New Orleans, men især i bydelen Uptown, selv om lokale vil vide, at Po’ Boys skal være fra Mothers i Poydras Street i Central Business District.